# Wintrebertia canaliculata
Wintrebertia canaliculata är en insektsart som beskrevs av Marius Descamps 1971. Wintrebertia canaliculata ingår i släktet Wintrebertia och familjen Euschmidtiidae. Inga underarter finns listade i Catalogue of Life.